# Dusona plauta
Dusona plauta är en stekelart som beskrevs av Gupta 1977. Dusona plauta ingår i släktet Dusona och familjen brokparasitsteklar. Inga underarter finns listade i Catalogue of Life.